# 巴黎第一区
巴黎第一区，也叫卢浮宫区(Arrondissement du Louvre)，是法国首都巴黎市的20个区之一。该区是巴黎人口最少的一个区，也是该市土地面积最小的区之一。该区大部分地域用于商业和行政。
该区主要位于塞纳河右岸，但是也包括西岱岛的西端。它是巴黎最古老的区之一；西岱岛原是罗马在公元52年征服此地时建造的城市卢泰西亚的核心地区，而右岸的部分（包括大堂地区）的城建可追溯到中世纪早期。
位于巴黎第一区的名胜有卢浮宫和杜伊勒里花园。

## 地理

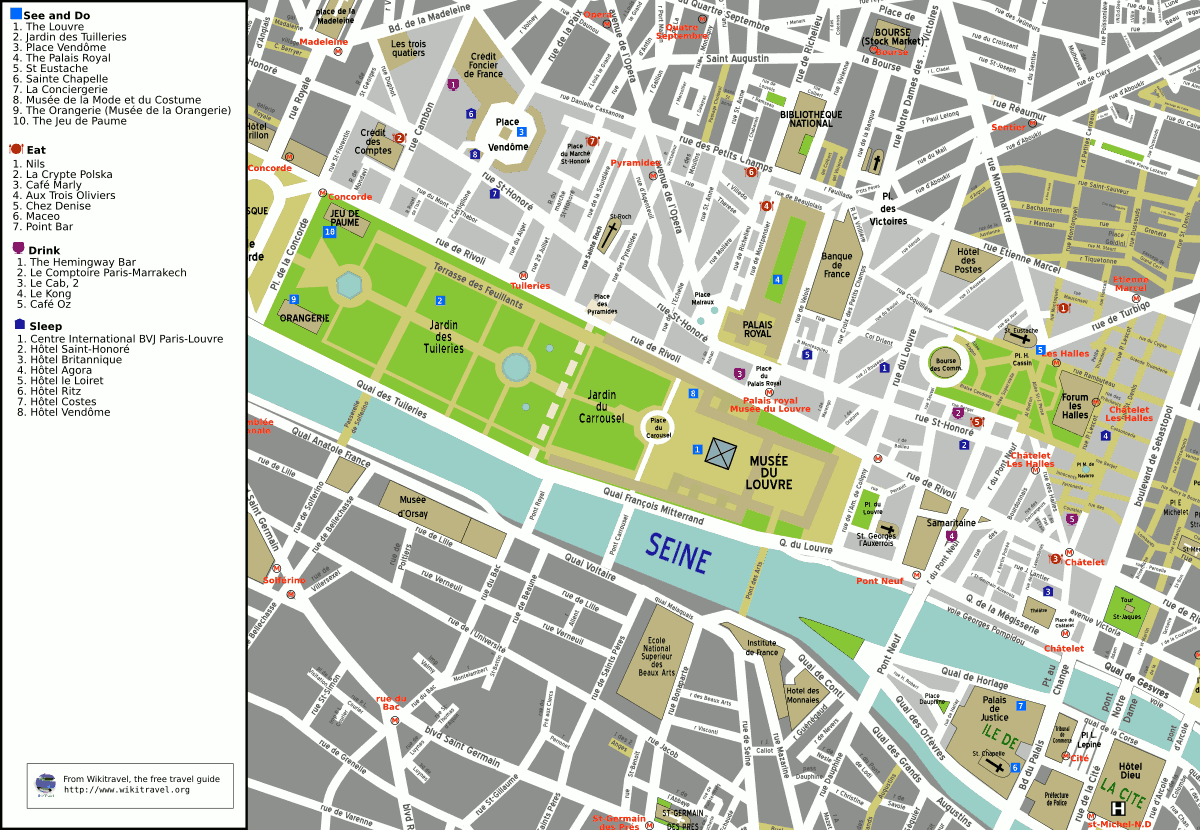
巴黎第一区地图

巴黎第一区的面积仅有1.826平方公里。

## 人口
第一区人口峰值出现在1861年以前，而该区固定在今天的形状是在1860年。1999年，该区人口为16,888，拥有63,056个工作岗位，使其成为商业最活跃的区之一，仅次于第二区、第八区和第九区。

### 历史上的人口
| 年份                 | 人口   | 密度 （人/平方公里） |
| -------------------- | ------ | -------------------- |
| 1861年 （人口峰值）¹ | 89,519 | 49,025               |
| 1872年               | 74,286 | 40,593               |
| 1954年               | 38,926 | 21,271               |
| 1962年               | 36,543 | 20,013               |
| 1968年               | 32,332 | 17,706               |
| 1975年               | 22,793 | 12,482               |
| 1982年               | 18,509 | 10,136               |
| 1990年               | 18,360 | 10,055               |
| 1999年               | 16,888 | 9,249                |
| 2005年               | 17,700 | 9,693                |

¹人口峰值出现在1861年以前，而该区成立于1860年，因此没有1861年以前数据

## 主要地點

### 名胜
- 雷阿尔（Les Halles）
- 法兰西银行总行
- 法国土地信贷银行（英语：Crédit Foncier de France）原总部
- 卢浮宫
- 杜伊勒里花园
  - 国立网球场现代美术馆
- 卡鲁索凯旋门，在“历史轴”的东端
- 巴黎皇家宫殿（法国文化及通信部的所在地）
- 法兰西喜剧院（Comédie-Française）
- 朗布依埃府邸（英语：Hôtel de Rambouillet）
- 莎玛丽丹百货公司（La Samaritaine）
- 巴黎丽兹酒店（Hôtel Ritz Paris）
- 圣洛克教堂
- 圣厄斯塔什教堂
- 巴黎商業交易所

### 桥梁
- 新桥
- 艺术桥（Pont des Arts）

### 街道和广场
- 歌剧院大街（Avenue de l'Opéra，部分）
- 里窝利路（Rue de Rivoli，部分）
- 旺多姆广场（Place Vendôme，又名凡登广场）和旺多姆圆柱（Vendôme Column）